# Bathyphantes alascensis
Bathyphantes alascensis – gatunek pająka z rodziny osnuwikowatych.

## Występowanie
Gatunek występuje na Alasce, w Stanach Zjednoczonych i w Kanadzie.